# Belangen Alkmaarse Samenleving
Belangen Alkmaarse Samenleving (BAS) is een lokale politieke partij in de Nederlandse gemeente Alkmaar.

## Geschiedenis
In maart 2015 splitsten twee raadsleden van de Onafhankelijke Partij Alkmaar (OPA), fractievoorzitter Ben Bijl en fractielid Willem Peters, zich af, omdat zij zich binnen OPA niet serieus genomen voelden. In 2014 was er al onvrede binnen de partij, maar nadat er afspraken waren gemaakt bleven zij destijds bij de partij. De afgesplitste raadsleden gingen verder als de fractie Belangen van de Alkmaarse Samenleving. BAS deed mee aan de gemeenteraadsverkiezingen van 2018, en behield daar haar twee zetels.
In oktober 2020 splitste Peters zich af van de partij, en stelde hij dat het niet mogelijk was langer samen te werken met Bijl. Er was toen al langer onenigheid binnen de fractie, waarbij het onder andere voorkwam dat Bijl Peters interrumpeerde met kritische vragen. Peters sloot zich in mei 2021 aan bij de VVD.
Bij de gemeenteraadsverkiezingen van 2022 groeide de partij naar vier zetels. De partij kwam vanaf juli 2022 in het college van b en w, samen met GroenLinks, PvdA, CDA, Leefbaar, SP en ChristenUnie. Ad Jongenelen werd wethouder namens BAS. BAS stapte op 7 maart 2023 uit het college, met het asielbeleid als voornaamste reden. De partij was het niet eens met het plan voor een Centrale Ontvangst Locatie (COL), waar iedere week zo'n vijftig asielzoekers gescreend zouden worden. Fractievoorzitter Bijl was bang dat Alkmaar daarmee "een tweede Ter Apel" zou worden.
Doordat BAS uit het college stapte, moest er een nieuw college gevormd worden. BAS werd hier wederom in betrokken, dit keer samen met D66, OPA, VVD, CDA en SPA. Jasper Nieuwenhuizen werd de nieuwe BAS-wethouder.
In juli 2023 stapte CDA-fractievoorzitter Gosse Postma over naar BAS, omdat hij zich niet kon vinden in de koers van het landelijke CDA. BAS kwam hierdoor uit op vijf raadszetels. Op 14 mei 2024 overleed Bijl. Het fractievoorzitterschap lag toen sinds een aantal maanden bij Pien Jellema.

## Standpunten
Enkele speerpunten bij de verkiezingen van 2018 waren:
- Extra parkeerplaatsen
- Aanpak van winkelleegstand
- Een mega-vlaggenmast op het Kooimeerplein
- Hofjes voor ouderen

In 2022 was een speerpunt van de partij dat nieuwe woningen eerst zes weken worden aangeboden aan Alkmaarders.

## Verkiezingen
De partij heeft bij verschillende verkiezingen de volgende resultaten behaald:
| Jaar | Stemmen | %     | Zetels |
| ---- | ------- | ----- | ------ |
| 2018 | 2.828   | 6,0%  | 2 / 39 |
| 2022 | 5.002   | 10,8% | 4 / 39 |